# روس بيردن
روس بيردن (بالإنجليزية: Ross Burden)‏ هو كاتب نيوزيلندي، ولد في 13 ديسمبر 1966 في نيبيار في نيوزيلندا، وتوفي في 17 يوليو 2014 في أوكلاند في نيوزيلندا بسبب ابيضاض الدم.